# フォード・エクスカージョン
エクスカージョン（EXCURSION）は、フォードが製造・販売していた自動車である。

## 概要
同社のヘビーデューティーピックアップトラック、スーパーデューティーをベースとするフルサイズ スポーツ・ユーティリティ・ビークル（SUV）で、世界で販売されているSUVの中で最も大型の車格に属す。部品の大部分をスーパーデューティーと共用する。
搭載エンジンは、ガソリンが5.4 LトライトンV8または6.8 LトライトンV10、ディーゼルは、6.0 LパワーストロークV8、または7.3 LパワーストロークV8。
2005年に生産が打ち切られ、実質的な後継車はエクスペディション EL/Maxとなる。

## 車名
「EXCURSION」は英語で遠足、小旅行という意味である。